# Kustaa Pihlajamäki
Kustaa Pihlajamäki (Nurmo, Finlandia, 7 de abril de 1902-Helsinki, 10 de febrero de 1944) fue un deportista finlandés especialista en lucha libre olímpica donde llegó a ser campeón olímpico en París 1924.

## Carrera deportiva
En los Juegos Olímpicos de 1924 celebrados en París ganó la medalla de oro en lucha libre olímpica estilo peso gallo, por delante de su compatriota Kaarlo Mäkinen (plata) y del estadounidense Bryan Hines (bronce). Cuatro años después, en las Olimpiadas de Ámsterdam 1928 ganó la medalla de plata en la categoría de peso pluma. Y en las Olimpiadas de Berlín 1936 volvió a ganar la plata en peso pluma.